# Trepetlika-Gletscher
Der Trepetlika-Gletscher (bulgarisch педник Трепетлика lednik Trepetlika) ist ein 8 km langer und 3,5 km breiter Gletscher auf der Südseite des Sonketa Ridge in den westlichen Ausläufern des Detroit-Plateaus an der Danco-Küste des Grahamlands auf der Antarktischen Halbinsel. Er fließt von den Nordwesthängen des Razhana Buttress in westlicher Richtung zur Brialmont-Bucht, in die er nördlich des Mouillard-Gletschers einmündet.
Britische Wissenschaftler kartierten ihn 1978. Die bulgarische Kommission für Antarktische Geographische Namen benannte ihn 2014 nach der Ortschaft Trepetlika im Südosten Bulgariens.